# Patricia Urquiola
Patricia Urquiola Hidalgo (Oviedo, 1961) és una arquitecta i dissenyadora espanyola.
Urquiola, asturiana d'ascendència basca, ja que el seu pare és un enginyer industrial de Vitòria que es va traslladar a Oviedo per treballar en Dur Felguera, va estudiar arquitectura a Madrid finalitzant-los en el Politecnico di Milano on es va graduar en 1989. La seva tesi de graduació va ser supervisada pel gran arquitecte italià Achille Castiglioni. Entre 1990 i 1996 treballa a De Padova sota la supervisió de Vico Magistretti. El 2001 crea el seu propi estudi de disseny a Milà, ciutat en la qual actualment resideix 2007. Des d'aquest estudi realitza dissenys amb el seu nom per a diferents empreses com Alessi, B & B, Axor Hansgrohe, Morós, Molteni, Kartell, Kettal, GANDIABLASCO (GAN) i Viccarbe. Dins el camp de l'arquitectura cal destacar unes torres residencials en Xangai.

## Premis
- Dissenyadora de l'any 2003 per Elle Deco.[2][3]
- Dissenyadora de l'any de mobles en 2005 per Wallpaper.[2]
- «Asturiana del mes de desembre» de 2005 pel diari Diari de Girona.[2]
- Medalla d'Or al Mèrit en les Belles Arts[2][4]
- Premi Nacional de disseny de l'any 2025[5]

## Obres
Té obres exposades en el Museu d'Art Modern de Nova York. Entre els seus dissenys més famosos es troben:
- Sofà Lowland
- Contenidor One
- Sofà Loom
- Cadira Flower
- Sofà Tufty-Time
- Antibodi  Arxivat 2016-03-04 a Wayback Machine.
- Laboral Centre d'Art, recepció i botiga (Gijón)[2]